# Tawakul Karman
Tawakul Karman o Tawakel Karman (àrab: توكل كرمان, Tawakkul Karmān) (Taizz, 7 de febrer de 1979) és una activista iemenita pels drets humans, fundadora el 2005 del grup Dones Periodistes Sense Cadenes i personalitat política, membre del partit islàmic Al-Islah, premi Nobel de la Pau el 2011, conjuntament amb la presidenta de Libèria, Ellen Johnson Sirleaf, i Leymah Gbowee. Guardonada als 32 anys, és un dels més joves premis Nobel de la història.

## «Dones periodistes sense cadenes»
Tawakul Karman va crear el grup de defensa dels drets humans Dones periodistes sense cadenes en l'any 2005, principalment per defensar la llibertat de pensament i d'expressió. Va rebre amenaces i ofertes de corrupció de les autoritats per telèfon i per correu, ja que va denunciar la prohibició pel Ministeri de la Informació de la creació d'un diari i d'una ràdio. De 2007 a 2010 va participar regularment a manifestacions o assegudes a la «Plaça de la Llibertat» a Sanà, davant l'edifici del govern.

## Revolució de 2011
Durant les manifestacions de 2011, Tawakul Karman va organitzar trobades d'estudiants a Sanà per protestar contra Ali Abdallah al-Salih i el seu govern. Va ser arrestada i després alliberada sota paraula el 24 de gener. Dirigeix una nova concentració el 29 de gener, i el «Dia de la ràbia» de 3 de febrer, inspirat en el de la revolució egípcia, ella mateixa provocada per la revolució de Tunísia. Va ser detinguda de nou el 17 de març durant una manifestació.